# 서울국제금융컨퍼런스
서울국제금융컨퍼런스(Seoul International Finance Conference)는 서울특별시가 매년 주최하는 국제금융컨퍼런스로서 대한민국 국내․외의 금융전문가 및 금융기관 관계자들을 초빙하여 세계 경제 현안 및 금융중심지로서의 서울의 경쟁력을 논의하는 자리이다.

## 행사 개요
- 2008서울국제금융컨퍼런스 (Seoul International Finance Conference 2008)
- 주제 : 세계경제의 불확실성과 금융허브로서의 서울의 과제와 전략
- 일시 : 2008. 11. 12(수)
- 장소 : 서울 롯데호텔
- 기조연설자 : 짐 로저스 (로저스 홀딩스 CEO), 로버트 먼델 (컬럼비아대 교수)
- 후원 : 기획재정부, 금융위원회, 한국증권연구원, 서울파이낸셜포럼

 본 문서에는 서울특별시에서 지식공유 프로젝트를 통해 퍼블릭 도메인으로 공개한 저작물을 기초로 작성된 내용이 포함되어 있습니다.